# Яремчук, Александр Юрьевич
Александр Юрьевич Яремчук (род. 22 августа 1999, Славута, Хмельницкая область) — российский хоккеист, нападающий.

## Биография
Родился в Славуте, Украина (по другим данным — в Сургуте), воспитанник ханты-мансийской «Югры». С сезона 2016/17 — игрок команды МХЛ «Мамонты Югры». 8 января 2017 года в домашнем матче «Югры» против «Сочи» (3:1) дебютировал в КХЛ. 15 мая 2018 года был обменян в омский «Авангард» на денежную компенсацию. В сезоне 2018/19 сыграл в КХЛ 35 матчей, в следующем сезоне провёл 21 матч за «Авангард», 17 — за «Ижсталь» в ВХЛ, 25 — за «Омских ястребов» в МХЛ. В сезоне 2020/21 играл за другой фарм-клуб из ВХЛ — «Металлург» Новокузнецк. 30 апреля 2021 года подписал с «Авангардом» двухлетний двусторонний контракт, а 26 мая был обменян в «Витязь». 25 апреля 2023 года продлил соглашение на два года. 19 июня 2024 года был обменян в «Авангард» на денежную компенсацию.
Серебряный призёр чемпионата России (2019), серебряный призёр чемпионата ВХЛ (2021), обладатель Кубка Гагарина (2021).
Старший брат Валентин на профессиональном уровне не выступал.